# El ocaso de la democracia
El ocaso de la democrácia: La seducción del autoritarismo es un libro de Anne Applebaum de 2020 que analiza el declive democrático y el surgimiento del populismo de derecha con tendencias autoritarias, analizando tres casos en especial: Polonia, Reino Unido y Estados Unidos. El libro también incluye un análisis sobre Hungría.
El libro de Appelbaum se centra en particular en los intelectuales, a los que llama «oficinistas» o «burócratas» (clerks), que solo proporcionan las justificaciones intelectuales que se necesitan para caer en el autoritarismo.

## Contenido
Applebaum es una periodista estadounidense que vive buena parte del año en Polonia, y comienza el libro precisamente con una fiesta que se celebró en Polonia en 1999,  a la cual asistieron defensores de la democracia y del «libre mercado» de centroderecha, y a partir de este evento, traza la evolución de cada uno de los asistentes hasta la actualidad. Paso a paso Applebaum, va develando cómo a lo largo de los años algunos de aquellos asistentes terminaron abrazando el populismo y el autoritarismo de derecha, algunos incluso promoviendo teorías conspirativas antisemitas, mientras que otros continuaron siendo demócratas. 
La escritora etiqueta de «clérigos» a algunos comensales de aquella fiesta, en alusión al libro de Julien Benda La traición de los intelectuales, y dedica la mayor parte del libro a explicar la evolución de tales intelectuales que pasaron de partidarios de la democracia a partidarios del autoritarismo. Ella ve a estos intelectuales como un componente esencial del crecimiento del autoritarismo, ya que los autoritarios, en su opinión, requieren no solo el apoyo de las masas sino también «la colaboración de las elites».
Entre los intelectuales clave mencionados en el libro se encuentran Rafael Bardají de España, Ania Bielecka de Polonia, Simon Heffer de Reino Unido, Laura Ingraham de Estados Unidos y Mária Schmidt de Hungría. Según Appelbaum, estas personalidades «han llegado a traicionar la tarea central de un intelectual, es decir, buscar la verdad». En cambio, ha abrazado el papel de «defensores de los líderes, por deshonestas que sean sus posiciones, por grande que sea su corrupción, por desastroso que sea su impacto en la gente y las instituciones». Contrariamente a las explicaciones contemporáneas sobre el apoyo al autoritarismo, que algunos creen se explica por las angustias económicas, el miedo al terrorismo o las presiones que puede causar en una sociedad la inmigración, la autora señala que estos intelectuales cuentan con un alto nivel educativo, han viajado por el mundo y son personas muy solventes, sin problemas económicos, por lo que no cumplen ningunas de las premisas justificatorias. Paradójicamente, estos intelectuales les dan su apoyo a los autoritarios para que estos avancen en sus carreras, les dan el espaldarazo por pura venganza, en respuesta a desaires de otras élites, y lo que es aún más grave, contribuyen a crear una sensación de «desesperación cultural», alimentando la idea de que las élites existentes supuestamente han convertido a los países en «lugares sombríos y pesadillescos».
Applebaum también analiza cómo la gente común y corriente llega a apoyar el autoritarismo. En este punto, señala la importancia que tiene el perfil de personalidad autoritario que ya tienen muchas personas. En particular, desmenuza lo ocurrido en la Europa poscomunista, donde Applebaum encuentra que muchos exactivistas anticomunistas se terminaron sintiendo completamente desencantados con el sistema de meritocracia, que no solo no los tomó en cuenta, sino que simplemente los excluyó. 
Applebaum describe cómo muchos seguidores de los partidos populistas de derecha llegaron a creer en «medias mentiras», teorías conspirativas y realidades alternativas. Señalando que la dura retórica de los populistas de derecha atrae la atención internacional hacia esa retórica, la cual logra crear poderosas cortinas de humo, para ocultar sus acciones autoritarias y la corrupción política, todo lo cual termina pasando desapercibido, porque la comunidad internacional se enfoca en lo que dicen pero no en lo que hacen, que es mucho más grave. Según Applebaum, las «dictaduras blandas» ya están instauradas en Polonia por el partido Ley y Justicia, y en Hungría por el partido Fidesz, con Viktor Orbán a la cabeza.